# Korazim

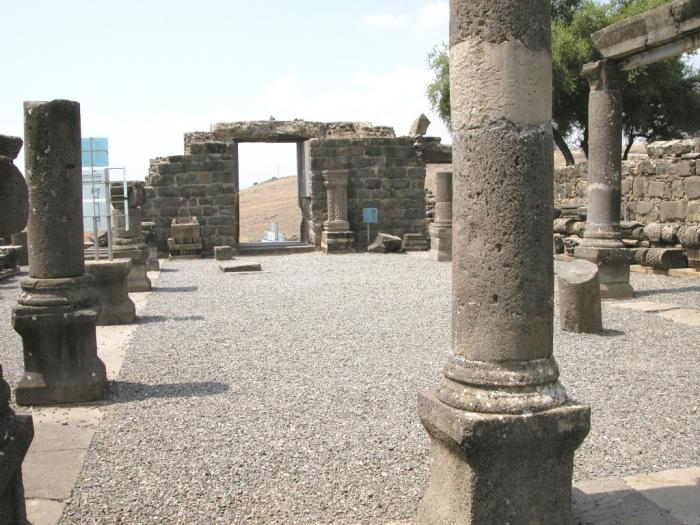

Korazim (en hebreo: כּוֹרָזִים) es un asentamiento comunitario situado en el norte de Israel. Pertenece al Concejo Regional Mevuot Hermón.
Fue fundada en 1983 como moshav, pero después se fusionó con Ma'of convirtiéndose en un asentamiento comunitario. Se encuentra justo al norte del mar de Galilea. Lleva el nombre de la antigua Corazín, mencionado en el Nuevo Testamento (Mateo 11:21), ahora el sitio es un lugar turístico por el Parque Arqueológico, que se encuentra a 1 km al este de la aldea moderna. El asentamiento se fundó en las tierras de la antigua aldea palestina de Al-Samakiyya.